# ۴۱ سیاه‌گوش
۴۱ سیاه‌گوش یک ستاره است که در صورت فلکی خرس بزرگ قرار دارد.